# Amphoe Si Racha
Si Racha (ศรีราชา) est un district (amphoe) situé dans la province de Chonburi, dans l'Est de la Thaïlande.
Le district est divisé en 8 tambon et 58 muban. Il comptait environ 170 000 habitants en 2000.

## Faits marquants
- Déversement de pétrole en 2023
Le 3 septembre 2023, un incident majeur a eu lieu lorsqu'un oléoduc appartenant à Thai Oil a rompu pendant le remplissage d'un pétrolier, causant un déversement de pétrole significatif dans le golfe de Thaïlande, et touchant particulièrement le district d'Amphoe Si Racha. 
Environ 50 à 70 m³ de pétrole se sont déversés, formant une nappe de 5 km. Bien que des mesures aient été prises rapidement, avec l'autorisation donnée à Thai Oil d'utiliser 6 000 litres de dispersant, l'impact environnemental a été considérable. 
Heureusement, les coraux au large des côtes des îles du golfe n'ont pas été affectés par le déversement.
Les efforts de nettoyage et de récupération sont en cours, sous la supervision du Département de contrôle de la pollution et du Département maritime.